# Archippos (Archon)
Archippos (altgriechisch Ἄρχιππος Árchippos, deutsch ‚Führer der Reiterei‘), der Sohn des Akastos, wurde laut der – für diese Zeit noch mythisch geprägten – Überlieferung im Chronikon des spätantiken Kirchenvaters Eusebius von Caesarea nach dem Tod seines Vaters Archon von Athen.
Tatian gibt an, dass zu seiner Zeit eine Auswanderungswelle nach Ionien stattgefunden habe, und beruft sich auf Philochoros, den Historiker und Mythographen des frühen 3. Jahrhunderts v. Chr. Eusebius hingegen bringt diese Auswanderung mit der Amtszeit des Akastos in Verbindung, obgleich er an anderer Stelle Tatian zitiert.
Nach Archippos wurde sein Sohn Thersippos Archon.